# Syzygium oblongifolium
Syzygium oblongifolium är en myrtenväxtart som först beskrevs av John Wynn Gillespie, och fick sitt nu gällande namn av Elmer Drew Merrill och Lily May Perry. Syzygium oblongifolium ingår i släktet Syzygium och familjen myrtenväxter. Inga underarter finns listade i Catalogue of Life.